# Río Guayquiraró
Le río Guayquiraró en Argentine est un petit cours d'eau du bassin du río Paraná, qui parcourt 110 km dans les provinces de Corrientes et d'Entre Ríos. Il naît à la frontière entre ces deux dernières, et coule en direction 
nord-est vers le sud-ouest jusqu'à ce qu'il se jette dans le riacho Espinillo, qui à son tour conflue avec le Paraná. Son bassin occupe une superficie de 9 701 km2.
Du côté nord (province de Corrientes), il reçoit les eaux des arroyos Barrancas et Sarandí, et du côté sud les eaux des arroyos De las Mulas et Pajas Blancas. Son débit moyen est relativement abondant et atteint 43 m3/s (débit un peu supérieur à celui de la Mayenne en France).